# Castillo y murallas de Tírig
El castillo y murallas de Tírig, en la comarca del Alto Maestrazgo, provincia de Castellón, constituyen unos pocos restos dentro del núcleo urbano que están catalogados como Bien de Relevancia Local, con la categoría de Monumento por declaración genérica, con códigoː 12.02.111.002, no presentando ni inscripción ni expediente, pese a estar bajo la protección de la Declaración genérica del Decreto de 22 de abril de 1949, y la Ley 16/1985 sobre el Patrimonio Histórico Español.
Se debió tratar de un pequeño castillo dentro de la misma población, construido en la época del establecimiento, que no se considera que fuera antes del siglo XIII, pese a que la zona de Tírig es una de las más prolíferas en asentamientos prehistóricos, tal y como queda reflejado en la existencia de numerables yacimientos arqueológicos con unas impresionantes pinturas rupestres, muestras del estilo levantino, y catalogadas como Patrimonio de la Humanidad por la UNESCO.
En la actualidad no queda nada del Castillo y se pueden apreciar, dispersos por las calles del pueblo, algunos lienzos de murallas, que forman parte, casi en su totalidad, de viviendas habituales de los vecinos de la localidad.